# 빌류이스크
빌류이스크(러시아어: Вилюйск)는 사하 공화국 빌류이스키 군의 중심지이다. 인구는 1만 명(2005년)이다.
빌류이강(레나강의 지류)에 접해 있고, 야쿠츠크에서 북서쪽으로 592km지점에 위치해 있다.
빌류이스크에는 현재 공항이 위치해 있다(야쿠츠크에는 현재 항구가 위치해 있다.). 빌류이 강에 다리가 놓여 있다.

## 역사
1634년에 코자크가 이곳을 세웠을 때에는 베르흐네빌류이스코예(Верхневилюйское)였다. 1783년에서 1821년까지는 올렌스크(Оленск)였다.